# Zubní technik

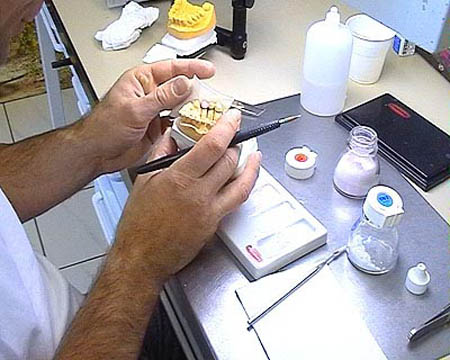
Zubní technik při tvorbě porcelánového zubního můstku

Zubní technik někdy slangově zubní laborant je nelékařský zdravotnický pracovník s odbornou způsobilostí k výrobě zubních náhrad a ortodontických léčebných pomůcek. Ty v České republice zhotovuje na základě indikace zubního lékaře, zubního chirurga nebo ortodontisty.

## Vzdělání v zubní technice v České republice
Vzdělání v oblasti zubní techniky a získání odborné způsobilost k výkonu zubotechnických povolání je dána zákonem č. 96/2004 Sb. o nelékařských zdravotnických povoláních a lze je v České republice získat studiem středních a vyšších odborných zdravotnických škol. V případě čtyřletého středoškolského studia, které je zakončeno maturitní zkouškou, získává absolvent odbornou způsobilost k výkonu povolání asistenta zubního technika. V případě tříletého studia oboru diplomovaný zubní technik na vyšších zdravotnických školách získá absolvent odbornou způsobilost k výkonu povolání zubního technika. Obě povolání se liší v kompetencích.
Během studia získají absolventi teoretické i praktické znalosti v oborech, které tvoří základ potřebný pro poskytování zdravotní péče ve výrobě, v opravě a úpravě zdravotnických prostředků, a to zubních náhrad, ortodontických pomůcek a dalších stomatologických výrobků. Také získají znalosti v anatomii, fyziologii, patologii zejména ve vztahu k orofaciálnímu systému, jeho anomáliím a onemocněním, v mikrobiologii, hygieně (prevence, zdravotní výchova), základech biomechaniky, odborném kreslení.
Dále ve výrobě zubních náhrad a klinických oborech, a to v zubním lékařství a zubní protetice, a teoretické výuce poskytující znalosti o stavbě, materiálech a technologických postupech používaných ve výrobě zubních náhrad.
Absolventi získají i základní přehled v sociálních a dalších souvisejících oborech, a to v základech psychologie, pedagogiky, ekonomie, informatiky, statistiky a metodologie vědeckého výzkumu.
Při praktické výuce se studující jako součást týmu zubní laboratoře a pracoviště zubního lékaře učí na základě získaných znalostí a dovedností zhotovovat, opravovat a upravovat zubní náhrady a ortodontické pomůcky s důrazem na správné technologické postupy. Praktické vyučování probíhá ve školních laboratořích a ve zdravotnických zařízeních, zejména v zubních laboratořích a na pracovištích zubního lékařství.

## Kompetence
Zubní technik bez odborného dohledu a bez indikace může zpracovávat všechny hlavní a pomocné materiály užívané v zubním lékařství. Může také zajišťovat činnosti spojené s chodem zubní laboratoře, jako zajišťovat hospodárné zpracování dentálního materiálu, obsluhovat zdravotnické prostředky a ostatní zařízení zubní laboratoře a zajišťovat jejich údržbu. Přejímat, kontrolovat a ukládat zdravotnické prostředky a prádlo, manipulovat s nimi a zajišťovat jejich dezinfekci a sterilizaci a jejich dostatečnou zásobu.
Také v rámci procesu výroby náhrady a ošetření pacienta může na výzvu zubního lékaře řešit specifické problémy související se zhotovováním a opravováním zubních náhrad, ortodontických pomůcek a dalších stomatologických výrobků v průběhu ošetření pacientů a informovat zubního lékaře o nekvalitním otisku a o dalších závažných okolnostech ovlivňujících kvalitu výrobku.
Asistent zubního technika vykonává činnosti pod odborným dohledem zubního technika nebo zubního lékaře a na základě indikace zubního lékaře může zhotovovat zubní náhrady a ortodontické pomůcky a další stomatologické výrobky a v případě potřeby provádět jejich úpravy a opravy. Zpracovávat všechny hlavní a pomocné materiály užívané v zubním lékařství, obsluhovat zdravotnické přístroje a ostatní zařízení zubní laboratoře, včetně jejich údržby a vykonávat v rozsahu své odborné způsobilosti činnosti při přejímání, kontrole a uložení zdravotnických prostředků a prádla a zajištění jejich dostatečné zásoby.
Nejviditelnějším rozdílem v kompetencích zubního technika a jeho asistenta je nemožnost asistenta zubního technika působit samostatně a zřídit si zubní laboratoř.
Ačkoliv v České republice v současnosti nemůže zubní technik zhotovovat náhrady bez účasti zubního lékaře, v některých zemích jsou kompetence zubního technika větší a zubním technikům je dovoleno přímo pacientovi zhotovovat a opravovat snímatelné náhrady bez účasti, či se sníženou účastí zubního lékaře. Pacientům to přináší nižší cenu, vyšší dostupnost protetických náhrad a informovanosti v oblasti snímatelných zubních náhrad. V takových případech hovoříme o těchto zubních technicích jako o denturistech.

## Zhotovované náhrady azpracovávané materiály
Zubní technici zhotovují širokou paletu snímatelných a fixních zubních náhrad, jako jsou celkové a částečné náhrady, korunky, můstky, zhotovují také protetické práce na implantáty.
Při výrobě těchto náhrad zubní technik používá celou řadu hlavních a pomocných materiálů. Z hlavních materiálů jsou to akrylátové a neakrylátové polymerní materiály, keramické materiály, kovy a jejich slitiny. Z pomocných materiálů jsou to mimo jiné různé modelové a modelovací materiály, formovací hmoty a spousta dalších různorodých materiálů.
Pracuje obvykle ve státních nebo soukromých zubních laboratořích, které mohou působit samostatně, či v rámci stomatologických klinik a pracovišť.

## Směřování zubní techniky
Počet zubních techniků v České republice v posledních letech dlouhodobě klesal. Také příjmy zubních laboratoří v tuzemsku stagnovaly.
Činnost zubního technika, která se vyznačuje řemeslným umem, je stále více ovlivňována digitálními technologiemi, jež mění náplň práce zubního technika. Jedná se o různé CAD/CAM systémy, technologie 3D tisku, které vstupují do zubních laboratoří a dá se očekávat, že budou v budoucnu výrazně formovat obor zubní techniky a povolání zubního technika.

## Profesní sdružení
Profesním sdružením, které dobrovolně sdružuje pracovníky v zubní technice v České republice je Komora zubních techniků ČR. Tato profesní organizace vznikla v roce 2009 a podporuje odbornost výkonu povolání zubního technika a oprávněné profesní zájmy nejen svých členů.